# Flabellopora umbonata
Flabellopora umbonata är en mossdjursart som först beskrevs av William Aitcheson Haswell 1881.  Flabellopora umbonata ingår i släktet Flabellopora och familjen Biporidae. Inga underarter finns listade i Catalogue of Life.